# Геза Абрахам
Геза Сараз Абрахам (мађ. Jenö Géza „Száraz“ Ábrahám), је бивши фудбалер Грађанског, Војводине и Југословенски репрезентативац.
Право име му је Јене Абрахам (Jenö Ábrahám), мада је наступао под различитим варијацијама свога имена у другим клубовима и тако је забележено у клупским и репрезентативним хроникама, у сваком случају се ради о једном те истом играчу. Надимак Сараз, под којим је такође наступао на мађарском језику значи суви, који је Јене вероватно добио због свог изгледа

## Спортска каријера
У Југословенске фудбалске воде Абрахам је дошао из Сегедина, где је започео своју фудбалску каријеру. После успешне југословенске фудбалске каријере 1928. се поново вратио у Сегедин.

### Грађански и Војводина
Абрахам је играо фудбал током двадесетих година двадесетог века за фудбалске клубове Грађански, са којим је освојио шампионску титулу краљевине Југославије у сезони 1923, када је одиграно је прво национално фудбалско првенство. Касније је играо и за Војводину.
На сајту репрезентације Југославије у Јенеовој биографији је забележено да је играо за ФК Војводину, а у списку репрезентативаца na RSSSF сајту да је играо за Грађански. То је могуће зато што је првенство одиграно 1923. године играно по куп систему тако да је Јене као појачање морао да одигра само 3 утакмице пошто је учествовало само шест клубова, мада се нигде у списковима играча Грађанског за шампионску сезону не може наћи Абрахамово име.

## Репрезентација
За репрезентацију краљевине Југославије, Абрахам је одиграо две утакмице и постигао је исто толико голова.
Прву утакмицу за репрезентацију Абрахам је одиграо 28. јула 1922. године у Загребу, против Чехословачке. На тој утакмици Абрахам је постигао два гола. Крајњи резултат је био 4:3 за Југославију. То је уједно била и прва победа уопште у историји Југословенске фудбалске репрезентације.
Репрезентација Југославије је играла у саставу:
- (1) Маленчић (голман), (2) Врбанчић, (3) Шифер, (4) Враговић, (5) Дубравчић, (6) Рупец (7) Абрахам, (8) Б. Зинаја, (9) Першка, (10) Винек, (11) Шојат. Селектор је био др Вељко Угринић.

| 28. јул 1922. Пријатељска утакмица             |              |                                      |                                                                             |
| Југославија                                    | 4-3          | Чехословачка                         | Град: Загреб Стадион ХШК Конкордија Судија: Пик (Аустрија) Гледалаца: 6.000 |
| Геза Абрахам 45’ 74’ · Б. Зинаја 63’ (пен) 74’ | (Статистика) | Дворачек 18’ · Винек 22’ · Плодр 38’ | Град: Загреб Стадион ХШК Конкордија Судија: Пик (Аустрија) Гледалаца: 6.000 |

Другу утакмицу за репрезентацију Југославије, Абрахам је одиграо 3. јула 1923. године у Кракову против Пољске.
Утакмица је била пријатељског карактера и одиграна је пред 13.000 гледалаца. Југославија је победила са резултатом 2:1.